# 풍칙
풍칙(馮則, ? ~ ?)은 중국 후한 말의 무장이다.

## 행적
손권의 휘하 졸병으로 직위는 기사(騎士)였다.
208년, 손권은 강하를 침공하여 성을 함락시켰다. 이에 황조는 홀로 달아나려 하였으나, 풍칙은 황조를 쫓아가 그를 죽이고 그 목을 베었다.
일개 병졸의 이름이 사서에 기록된 것은 이례적인 일로, 그만큼 황조가 손씨 정권에게 중대한 적이었음을 알 수 있다.